# Domenico Capranica
Domenico Capranica (Capranica Prenestina, Lácio, Estados Pontifícios, 31 de maio de 1400 — Roma, 14 de agosto de 1458), foi humanista, teólogo, canonista, cardeal, secretário do Papa Martinho V, tesoureiro apostólico, conselheiro e protonotário apóstólico, preposto de Albi e comendatário de inúmeros benefícios. Era irmão do cardeal Angelo Capranica (1415-1478).

## Biografia
Era filho de Niccolò da Capranica e de sua esposa Iacobella. Estudou em 1415 na Universidade de Pádua tendo como professor o futuro cardeal Giuliano Cesarini, O Velho (1398-1444). Mais tarde estudou na Universidade de Bolonha, obtendo o doutorado em direito em 1425.
Em 1418 tornou-se secretário do Papa Martinho V, sendo também tesoureiro apostólico. Nomeado clérigo da Câmara Apostólica em 3 de fevereiro de 1423; confirmado em 3 de dezembro de 1425. Participou do Concílio de Siena em 1424. Protonotário apostólico. Commendatário de vários benefícios nas dioceses de Metz, Bolonha, Perugia, Chiusi e Tortona. Preboste de Albi.
Capranica foi criado cardeal in pectore no consistório secreto de 23 de julho de 1423; confirmado, mas não publicado, no consistório de 24 de maio de 1426; publicado em 8 de novembro de 1430; recebeu a diaconia de S. Maria na Via Lata em 8 de novembro de 1430.
Eleito bispo de Fermo, 1425. Governador de Forlì em 1426. Obteve in commendam a igreja paroquial de Mazzalovo, diocese de Imola. Nomeado legado em Bolonha em 1428; foi forçado a sair devido a uma revolta popular; restabeleceu a ordem em 1429. Administrador da sé de Fermo, 8 de novembro de 1430; ocupou o posto até sua morte. Governador de Perúgia e do ducado de Spoleto em 1430; ele não foi a Roma e o barrete não foi enviado a Capranica porque o costume na época era que fosse enviado apenas a cardeais que ocupassem legações de primeira classe e Perúgia não era assim.
Não pôde participar do conclave de 1431, que elegeu o Papa Eugênio IV, porque as cerimônias de sua investidura como cardeal não haviam sido concluídas; retornou a Perúgia. Apesar de seu protesto, e do acordo anterior com Martinho V, os cardeais do conclave posterior à morte do papa (1431) se recusaram a reconhecer a nomeação de Capranica e o novo papa apoiou a decisão com base na entrega do chapéu cardinalício e a atribuição do título necessários para a validação da nomeação para o posto; assim, Eugênio IV recusou-se a admiti-lo como cardeal.
Domenico refugiou-se primeiro junto ao Visconde de Milão e depois foi ao Concílio de Basiléia na primavera de 1432 para defender seu título e pedir ao concílio que se pronunciasse a seu favor; o bispo de Valva administrou sua sé durante esse tempo. Foi finalmente admitido pelo papa em 30 de abril de 1434; foi para Florença, onde o papa o recebeu cordialmente em 8 de julho de 1434. Nomeado novamente legado em Perúgia. Camerlengo do Sagrado Colégio dos Cardeais em 1438 e 1448. Em 1438, o Papa Eugênio IV o enviou ao Concílio de Ferrara, com a incumbência especial de tratar com os bispos e teólogos gregos a reunião das Igrejas Oriental e Ocidental.
Commendatário do mosteiro cisterciense de S. Salvatore di Settimo, diocese de Ferentino; renunciou ao cargo em 23 de abril de 1441. Foi notado em Roma em 22 de janeiro de 1440 e 24 de outubro de 1442. Partiu para Siena em 4 de abril de 1443 para retornar a Roma; voltou para Siena no dia 8 de maio seguinte. Nomeado legado em Marche Anconitana; partiu para sua legação em 10 de setembro de 1443 e retornou a Roma em 17 de novembro de 1444 e foi recebido pelo papa em consistório público. Optou pelo título de S. Croce in Gerusalemme, mantendo sua diaconia in commendam até sua morte, maio de 1443 ou janeiro de 1444. Partiu para Perugia em 11 de dezembro de 1444; retornou a Roma de sua legação em 31 de agosto de 1446.
Participou do conclave de 1447, que elegeu o Papa Nicolau V. Nomeado novamente legado em Marche Anconitana pelo novo Papa em 19 de abril de 1447; partiu para sua legação no dia 5 de maio seguinte; retornou a Roma em 17 de dezembro do mesmo ano. Nomeado arcipreste da basílica patriarcal de Latrão em 1447. Nomeado grande penitenciário em 1449. Cardeal protopresbítero em setembro de 1450. Participou do consistório secreto de 27 de outubro de 1451. Nomeado legado perante o rei Afonso V de Aragão, rei de Nápoles; deixou Roma em 18 de julho de 1453, após a queda de Constantinopla. Nomeado novamente legado perante o rei Afonso V no final de 1454.
Participou do conclave de 1455, que elegeu o Papa Calisto III. Participou do consistório público de 17 de novembro de 1456. Protetor da Ordem dos Frades Menores. Ele se correspondeu com Giovanni di Capistrano, futuro santo. O cardeal ficou em Roma durante a peste de 1456. Fundou o "Almo Collegio Capranica" em seu palácio em 5 de janeiro de 1457; ele preparou suas constituições e doou sua biblioteca de 2.000 volumes, que foi ampliada por seu irmão Angelo, futuro cardeal; o collegio ainda existe. Ele era muito caridoso e um diplomata capaz, além de um escritor notável.
Cardeal Capranica faleceu na segunda-feira, 14 de agosto de 1458, em Roma, de uma febre violenta, dois dias antes da abertura do conclave. Sepultado no túmulo que ele havia construído na capela do Rosário, ao lado do túmulo de Santa Catarina de Siena, em S. Maria sopra Minerva. Seu irmão, o cardeal Angelo, foi sepultado ao lado dele.

## Obras
- Ars moriendi ou L'Arte del ben morire, publicado em 1487.
- Il Governo del pontificato.

## Ligações Externas
- Colégio Capranica - fundado em 5 de Janeiro de 1457.
- Il cardinale Domenico Capranica (1400-1458) e la riforma della Chiesa
- The Vespasiano Memoirs: Lives of Illustrious Men of the XVth Century - Vespasiano Da Basticci, William George Waters, Renaissance Society of America, Emily Waters.
- Codex Rossi
- Treccani - Dizionario Biografico degli Italiani.
- Domenico Capranica
- CERL Thesaurus
- The Cardinals of the Holy Roman Church